# Кондрашкинское сельское поселение
Кондрашкинское се́льское поселе́ние — муниципальное образование в Каширском районе Воронежской области Российской Федерации.
Административный центр — село Кондрашкино.

## Население
| 2010 | 2012 | 2013 | 2014 | 2015 | 2016 | 2017 |
| ---- | ---- | ---- | ---- | ---- | ---- | ---- |
| 833  | ↘817 | ↘793 | ↘783 | ↘756 | ↘726 | ↘708 |
| 2018 |      |      |      |      |      |      |
| ↘707 |      |      |      |      |      |      |

## Состав сельского поселения
| № | Населённый пункт   | Тип населённого пункта       | Население |
| - | ------------------ | ---------------------------- | --------- |
| 1 | Коломенское        | село                         | ↘229      |
| 2 | Кондрашкино        | село, административный центр | ↘597      |
| 3 | Красная Хворостань | посёлок                      | 7         |